# Système global de préférences commerciales entre pays en développement

Le Système global de préférences commerciales entre pays en développement (SGPC) (en anglais GSTP) est un accord commercial préférentiel, regroupant actuellement 42 membres (« participants »), signé le 13 avril 1988 dans le but d’accroître les échanges commerciaux entre pays en développement et négocié dans le cadre de la Conférence des Nations Unies sur le commerce et le développement (CNUCED). L'Accord est entré en vigueur le 19 avril 1989 et a été notifié à l'Accord général sur les tarifs douaniers et le commerce (GATT), prédécesseur de l'Organisation mondiale du commerce (OMC), le 25 septembre 1989. Les 42 membres du SGPC comprennent également 7 PMA. (Bangladesh, Bénin, Guinée, Mozambique, Myanmar, Soudan et Tanzanie).
L'Accord a été lancé par la CNUCED pour promouvoir le commerce entre les pays en développement, favorisant ainsi la croissance économique et la coopération Sud-Sud. Il trouve ses racines dans le Groupe des 77, une coalition de 134 pays en développement créée en 1964 pour accroître leur influence dans les négociations et promouvoir leur intérêts economiques.
Le SGPC a été créé en 1989 comme cadre pour des réductions tarifaires préférentielles et d'autres mesures de coopération, y compris « des mesures paratarifaires, des mesures non tarifaires, des mesures commerciales directes, y compris des contrats à moyen et long terme et des accords sectoriels », afin de stimuler le commerce entre les pays en développement. des pays. Aujourd'hui, seuls les tarifs préférentiels sont couverts par l'accord.
Dans le cadre du SGPC, ses participants visent à promouvoir la croissance économique et le développement en capitalisant sur le commerce Sud-Sud. Sur le plan institutionnel, le Comité des participants (COP) est l'organe décisionnel le plus élevé du SGPC et a pour mandat de superviser le fonctionnement de l'Accord. Le Secrétariat de la CNUCED fournit un soutien substantiel et technique au fonctionnement de l'Accord SGPC.

## Histoire
Les premiers efforts visant à mettre en œuvre un système commercial préférentiel au niveau plurilatéral qui engloberait les pays en développement ont débuté au milieu des années 60. En fait, à la suite de la création du Comité du commerce et du développement du GATT en 1965, le Groupe sur l'expansion du commerce entre pays en développement a été créé pour analyser la dynamique du commerce entre pays en développement. En 1967 a eu lieu la première réunion du Comité des négociations commerciales des pays en développement du GATT. L'objectif du Comité était de rassembler une liste des exportations et des concessions des pays en développement afin de parvenir à un terrain d'entente.
En 1971, un protocole sur les négociations commerciales entre pays en développement (PTN) a été convenu sous les auspices du Comité des négociations commerciales des pays en développement et signé par 16 pays (Brésil, Chili, Égypte, Grèce, Inde, Israël, Corée, Pakistan). , Pérou, Espagne, Tunisie, Turquie, Uruguay, Yougoslavie, Mexique et Philippines), entré en vigueur en 1973. Comme indiqué dans le Protocole, les pays « sont convenus que l'établissement de préférences entre pays en développement, convenablement administrés et soumis aux sauvegardes nécessaires, pourraient apporter une contribution importante au commerce entre pays en développement, et que de tels arrangements devraient être examinés dans un esprit constructif et tourné vers l’avenir ». Le protocole couvrait 740 positions tarifaires, dont un tiers concernait les produits agricoles et les matières premières.
Parallèlement, le Groupe des 77 s'emploie à promouvoir les changements nécessaires pour créer les conditions propices au développement économique des pays en développement. Lors de la Conférence de Mexico de 1976 sur la coopération économique entre pays en développement, un programme détaillé sur la coopération économique a été élaboré. Le programme couvrait largement le commerce et constituait la base conceptuelle du SGPC. En fait, la section XV. "Commerce entre pays en développement" mentionnait expressément l'intention de "réexaminer tous les problèmes tarifaires et non tarifaires liés au développement du commerce entre pays en développement" et "d'établir un système de préférences commerciales entre pays en développement aux niveaux sous-régional, régional et interrégional". Un tel système ne devrait pas permettre l'extension aux pays développés des préférences accordées aux pays en développement". Le programme serait approuvé lors de la quatrième réunion ministérielle du Groupe des 77 à Arusha en 1979 et développé davantage à Caracas en 1981.

### Négociations
En 1982, les ministres des Affaires étrangères du Groupe des 77 se sont réunis à New York et ont défini les principaux éléments de l'Accord, établissant également le cadre des négociations. Le Groupe des 77 a commencé ses travaux préparatoires à Genève en 1984, sous l'impulsion ministérielle donnée en 1985 par le biais de la réunion ministérielle de New Delhi.
C'est lors de la réunion ministérielle de Brasilia en 1986 que le GSTP a été établi comme cadre juridique provisoire. Les négociations sur le texte de l'accord devaient s'achever deux ans plus tard à Belgrade, conjointement avec le premier cycle de négociations sur la réduction tarifaire.
En avril 1989, lorsque l'Accord est entré en vigueur, les listes de concessions tarifaires couvraient plus de 1 800 positions tarifaires. Ce nombre a été réduit à moins de 1 000 après la dissolution de la Yougoslavie et le retrait de la Roumanie de l'accord.

### Le cycle de São Paulo
En 2004, les participants au SGPC ont décidé d'entamer de nouvelles négociations. Un troisième cycle de négociations commerciales a été lancé à l'occasion de la onzième session de la CNUCED à São Paulo, au Brésil. Ce cycle de négociations est appelé le Cycle de São Paulo. Sous l'autorité du Comité de négociation du GSTP, les 22 participants (Argentine, Brésil, Paraguay et Uruguay (formant le Mercosur), Algérie, Chili, Cuba, République populaire démocratique de Corée, Égypte, Inde, Indonésie, Iran, Malaisie, Mexique, Maroc, Nigeria, Pakistan, République de Corée, Sri Lanka, Thaïlande, Vietnam et Zimbabwe) visant à élargir et à approfondir les concessions tarifaires.
Au cours des négociations, des orientations ministérielles ont été fournies en avril 2008 à l'occasion de la douzième Conférence des Nations unies sur le commerce et le développement, à Accra, au Ghana. Par la suite, réunis en décembre 2009 à Genève, les Ministres ont approuvé les paramètres (« modalités ») d'échange de concessions tarifaires. La Décision ministérielle sur les modalités du 2 décembre 2009[12] comprenait, au par. 7, « a) une réduction linéaire générale, ligne par ligne, d'au moins 20 pour cent sur au moins 70 pour cent de leurs lignes tarifaires passibles de droits ; ou (b) dans le cas des Participants dont les lignes tarifaires en franchise de droits représentent plus de 50 pour cent de leurs lignes tarifaires nationales totales, une réduction linéaire générale, ligne par ligne, d'au moins 20 pour cent sur au moins 60 pour cent de leurs lignes tarifaires passibles de droits; et c) la liste de concessions tarifaires proposée sera présentée sous le même format que les listes annexées au présent Protocole. Les modalités prévoyaient un traitement différencié et plus favorable dans le cadre des modalités d'accès aux marchés.
Après six années de négociations, le Cycle s'est conclu les 15 et 16 décembre 2010 lors d'une réunion ministérielle à Foz do Iguaçu, au Brésil, où huit participants (en comptant le Mercosur pour un) ont échangé des concessions tarifaires et adopté le Protocole du Cycle de São Paulo. Il s'agit de l'Argentine, du Brésil, du Paraguay et de l'Uruguay (formant le Mercosur), de la République de Corée, de l'Inde, de l'Indonésie, de la Malaisie, de l'Égypte, du Maroc et de Cuba.

### Mise en œuvre
Aux termes du paragraphe 10 (c) du Protocole, les résultats du Cycle de São Paulo entreront en vigueur avec la ratification d'au moins quatre pays. Actuellement, l'Argentine (2018), le Brésil (2022), Cuba (2013), l'Inde (2010), la Malaisie (2011) et l'Uruguay (2017) ont ratifié l'Accord. Toutefois, la ratification par les quatre membres du Mercosur est requise pour que le Protocole soit considéré comme ayant été ratifié par le Mercosur en tant que groupe, car le groupe maintient une liste unique de concessions tarifaires en tant qu'union douanière avec des tarifs extérieurs communs. En attendant une nouvelle ratification, les résultats du Cycle de São Paulo doivent encore être mis en œuvre.

## Pays membres
Les 42 pays membres du Système global de préférences commerciales entre pays en développement sont : l'Algérie, l'Argentine, le Bangladesh, le Bénin, la Birmanie, la Bolivie, le Brésil, le Cameroun, le Chili, Cuba, l'Égypte, l'Équateur, le Ghana, la Guinée, la Guyane, l'Inde, l'Indonésie, l'Irak, l'Iran, la Libye, la Malaisie, le Maroc, le Mexique, le Mozambique, le Nicaragua, le Nigéria, le Pakistan, le Pérou, les Philippines, la Corée du Sud, la Corée du Nord, la Tanzanie, Singapour, le Soudan, le Sri Lanka, la Thaïlande, la Trinité-et-Tobago, la Tunisie, le Venezuela, le Viet Nam et le Zimbabwe. En plus de ces pays, l'organisation du Mercosur participe également à ce système.

## Implications pour le commerce Sud-Sud
Le commerce Sud-Sud représente un important potentiel inexploité pour les pays en développement. Les raisons résident dans sa croissance en termes de valeur – le commerce Sud-Sud total s’élevait à 600 milliards de dollars en 1995 et a atteint 5 300 milliards de dollars en 2021 – et dans son volume global – le volume des échanges entre pays en développement est désormais supérieur à celui des échanges commerciaux entre pays en développement. un entre pays en développement et pays développés.
Les participants au SGPC représentent également des marchés importants. Collectivement, les 43 économies SGPC (y compris la Colombie) représentaient un marché de 14 000 milliards de dollars américains en 2018, avec une croissance de 10,3 % depuis les années 2000, soit près de deux fois la croissance moyenne mondiale. En outre, ces économies ont généré une demande d’importations d’environ 4 000 milliards de dollars américains en 2018, soit 20 pour cent des importations mondiales totales. En outre, cela offre des opportunités de diversification et de résilience. Les recherches montrent que le commerce Sud-Sud tend à favoriser les exportations non traditionnelles, notamment les produits agro-industriels et les produits manufacturés à plus forte valeur ajoutée et à forte intensité technologique, et facilite la progression des entreprises dans la chaîne de valeur.
Le SGPC représente une étape importante vers une intégration et une coopération commerciales Sud-Sud plus fortes. En particulier, le Cycle de São Paulo a donné une impulsion majeure au commerce Sud-Sud. Les signataires actuels comptent une population totale de plus de 2 milliards. Aux termes de l'Accord, alors que les cycles précédents de 1992 et 1998 couvraient quelque 650 lignes tarifaires, le Cycle de São Paulo devrait en couvrir plus de 47 000.
Selon des estimations préliminaires fondées sur un modèle, la CNUCED estime que les résultats du Cycle de São Paulo auront un effet positif significatif sur le bien-être.
En fait, les estimations suggèrent que la mise en œuvre du Cycle de São Paulo par les onze signataires actuels se traduira par des gains de bien-être partagés de 14 milliards de dollars.